# Claudio Tapia
Claudio Fabián Tapia, detto Chiqui (San Juan, 22 settembre 1967), è un dirigente sportivo argentino.
Dal marzo 2017 ricopre l'incarico di presidente della Federazione calcistica dell'Argentina.

## Biografia
Quando era bambino, la famiglia si trasferì nella capitale argentina Buenos Aires e ha vissuto nel quartiere operaio di Barracas. Dopo una breve carriera come calciatore nelle serie minori con il Barracas Central e il Dock Sud ha lavorato nel sindacato dei camionisti.
Nel giugno 2001 è diventato presidente del Barracas Central. Durante il suo mandato Tapia si è dedicato alla ricostruzione delle strutture del club e la squadra ha ottenuto la promozione in Primera B.
Dopo una lunga permanenza all'interno dei quadri minori dell'AFA, nel 2015 ne è stato nominato vicepresidente. 
Il 29 marzo 2017 è stato eletto presidente dell'AFA con 40 voti a favore e 3 astensioni.
È il genero del leader sindacale e presidente dell'Independiente Hugo Moyano. Inoltre suo figlio Iván è un calciatore professionista.